# Rousseau (kulle i Antarktis)
Rousseau är en kulle i Antarktis. Den ligger i Sydshetlandsöarna. Argentina, Chile och Storbritannien gör anspråk på området. Toppen på Rousseau är 253 meter över havet.
Terrängen runt Rousseau är kuperad västerut, men österut är den platt. Havet är nära Rousseau åt nordost. Trakten är glest befolkad. Närmaste befolkade plats är Maldonado Station, 8,6 kilometer nordväst om Rousseau. 